# 理查德·科菲
理查德·李·科菲（英語：Richard Lee Coffey，1965年9月2日—），美国NBA联盟前职业篮球运动员。